# 周思诚
周思诚（1884年—1964年9月2日），字敬孚，男，祖籍浙江绍兴，生于直隶（今河北）保定，中国军事人物、政治人物，曾任河北省政协副主席，第二届全国政协委员。